# Campionati europei di canoa/kayak sprint 2021
I Campionati europei di canoa/kayak sprint 2021 sono stati la 31ª edizione della manifestazione. Si sono svolti a Poznań, in Polonia, dal 3 al 6 giugno 2021.

## Medagliere
| Posiz. | Nazione     | Oro | Argento | Bronzo | Totale |
| ------ | ----------- | --- | ------- | ------ | ------ |
| 1      | Ungheria    | 9   | 7       | 2      | 18     |
| 2      | Germania    | 4   | 3       | 3      | 10     |
| 3      | Bielorussia | 3   | 3       | 2      | 8      |
| 4      | Russia      | 2   | 2       | 5      | 9      |
| 5      | Ucraina     | 2   | 2       | 4      | 8      |
| 6      | Spagna      | 2   | 1       | 0      | 3      |
| 7      | Rep. Ceca   | 2   | 0       | 1      | 3      |
| 7      | Danimarca   | 2   | 0       | 1      | 3      |
| 9      | Polonia     | 1   | 3       | 2      | 6      |
| 10     | Italia      | 1   | 0       | 1      | 2      |
| 11     | Slovenia    | 1   | 0       | 0      | 1      |
| 12     | Portogallo  | 0   | 2       | 1      | 3      |
| 12     | Slovacchia  | 0   | 2       | 1      | 3      |
| 14     | Lituania    | 0   | 1       | 3      | 4      |
| 15     | Croazia     | 0   | 1       | 0      | 1      |
| 15     | Regno Unito | 0   | 1       | 0      | 1      |
| 15     | Moldavia    | 0   | 1       | 0      | 1      |
| 18     | Belgio      | 0   | 0       | 1      | 1      |
| 18     | Romania     | 0   | 0       | 1      | 1      |
| 18     | Svezia      | 0   | 0       | 1      | 1      |
| Totale | Totale      | 29  | 29      | 29     | 87     |

## Podi

### Uomini
| Evento    | Oro                                                                       | Tempo     | Argento                                                    | Tempo     | Bronzo                                                              | Tempo     |
| Canoa     |                                                                           |           |                                                            |           |                                                                     |           |
| C1 200 m  | Joan Moreno                                                               | 40.770    | Artsem Kozyr                                               | 40.798    | Henrikas Žustautas                                                  | 40.960    |
| C1 500 m  | Martin Fuksa                                                              | 1:49.259  | Serghei Tarnovschi                                         | 1:50.312  | Conrad-Robin Scheibner                                              | 1:50.399  |
| C1 1000 m | Martin Fuksa                                                              | 4:06.417  | Conrad-Robin Scheibner                                     | 4:07.842  | Kirill Shamshurin                                                   | 4:08.367  |
| C1 5000 m | Sebastian Brendel                                                         | 23:22.446 | Nicholas Fodor                                             | 23:28.575 | Carlo Tacchini                                                      | 23:44.889 |
| C2 200 m  | Spagna Alberto Pedrero Pablo Graña                                        | 36.900    | Polonia Arsen Śliwiński Michał Łubniewski                  | 37.006    | Lituania Henrikas Žustautas Vadim Korobov                           | 37.300    |
| C2 500 m  | Russia Viktor Melantyev Vladislav Chebotar                                | 1:44.915  | Germania Sebastian Brendel Tim Hecker                      | 1:44.989  | Ucraina Vitaliy Vergeles Andrii Rybachok                            | 1:45.215  |
| C2 1000 m | Germania Sebastian Brendel Tim Hecker                                     | 3:42.555  | Russia Kirill Shamshurin Ilya Pervukhin                    | 3:44.811  | Romania Cătălin Chirilă Victor Mihalachi                            | 3:45.255  |
| Kayak     |                                                                           |           |                                                            |           |                                                                     |           |
| K1 200 m  | Sándor Tótka                                                              | 35.385    | Liam Health                                                | 35.407    | Petter Menning                                                      | 35.537    |
| K1 500 m  | Bálint Kopasz                                                             | 1:40.831  | João Ribeiro                                               | 1:42.138  | Jakub Zavřel                                                        | 1:42.391  |
| K1 1000 m | Bálint Kopasz                                                             | 3:41.232  | Fernando Pimenta                                           | 3:42.667  | Artuur Peters                                                       | 3:44.367  |
| K1 5000 m | Bálint Noé                                                                | 20:44.405 | Aleh Yurenia                                               | 20:44.937 | Fernando Pimenta                                                    | 20:45.277 |
| K2 200 m  | Italia Manfredi Rizza Andrea Di Liberto                                   | 33.095    | Lituania Artūras Seja Ignas Navakauskas                    | 33.355    | Russia Yury Postrigay Alexander Dyachenko                           | 33.653    |
| K2 500 m  | Bielorussia Uladzislau Litvinau Dzmitry Natynchyk                         | 1:30.334  | Ucraina Dmytro Danylenko Oleh Kukharyk                     | 1:31.101  | Germania Max Hoff Jacob Schopf                                      | 1:31.215  |
| K2 1000 m | Germania Max Hoff Jacob Schopf                                            | 3:19.973  | Slovacchia Samuel Baláž Adam Botek                         | 3:21.747  | Lituania Ričardas Nekriošius Andrejus Olijnikas                     | 3:22.343  |
| K4 500 m  | Germania Max Rendschmidt Tom Liebscher Ronald Rauhe Max Lemke             | 1:23.960  | Slovacchia Samuel Baláž Adam Botek Csaba Zalka Denis Myšák | 1:25.395  | Russia Oleg Gusev Aleksandr Sergeyev Maxim Spesivtsev Vitaly Ershov | 1:25.425  |
| K4 1000 m | Bielorussia Kiryl Nikitsin Vitali Bialko Pavel Miadzvedzeu Ilya Fedarenka | 3:02.023  | Ungheria Noé Bálint Péter Gál Tamás Kulifai Bence Dombvàri | 3:02.696  | Russia Javier Hernanz Maxim Spesivtsev Oleg Siniavin Vitaly Ershov  | 3:03.850  |

### Donne
| Evento    | Oro                                                       | Tempo     | Argento                                                                        | Tempo     | Bronzo                                                             | Tempo     |
| Canoa     |                                                           |           |                                                                                |           |                                                                    |           |
| C1 200 m  | Dorota Borowska                                           | 48.888    | Liudmyla Luzan                                                                 | 47.595    | Olesia Romasenko                                                   | 47.668    |
| C1 500 m  | Liudmyla Luzan                                            | 2:07.235  | Virág Balla                                                                    | 2:13.332  | Alena Nazdrova                                                     | 2:13.345  |
| C1 5000 m | Volha Klimava                                             | 26:25.017 | Dóra Horányi                                                                   | 26:42.626 | Liudmyla Babak                                                     | 27:02.534 |
| C2 200 m  | Russia Irina Andreeva Olesia Romasenko                    | 43.824    | Ungheria Virág Balla Kincső Takács                                             | 45.001    | Ucraina Liudmyla Luzan Anastasiia Chetverikova                     | 43.247    |
| C2 500 m  | Ucraina Liudmyla Luzan Anastasiia Chetverikova            | 2:06.252  | Germania Lisa Jahn Sophie Koch                                                 | 1:55.238  | Ungheria Virág Balla Kincső Takács                                 | 2:09.295  |
| Kayak     |                                                           |           |                                                                                |           |                                                                    |           |
| K1 200 m  | Emma Jørgensen                                            | 41.746    | Dóra Lucz                                                                      | 42.336    | Marta Walczykiewicz                                                | 42.526    |
| K1 500 m  | Emma Jørgensen                                            | 1:53.402  | Danuta Kozák                                                                   | 1:53.962  | Mariya Povkh                                                       | 1:55.119  |
| K1 1000 m | Alida Dóra Gazsó                                          | 4:15.944  | Anamaria Govorčinović                                                          | 4:18.568  | Mariana Petrušová                                                  | 4:19.895  |
| K1 5000 m | Dóra Bodonyi                                              | 23:09.331 | Elena Mironchenko                                                              | 23:10.431 | Sabrina Hering-Pradler                                             | 23:15.338 |
| K2 200 m  | Slovenia Špela Janić Anja Osterman                        | 36.772    | Polonia Dominika Putto Katarzyna Kołodziejczyk                                 | 37.157    | Ungheria Anna Lucz Blanka Kiss                                     | 37.190    |
| K2 500 m  | Ungheria Danuta Kozák Dóra Bodonyi                        | 1:44.175  | Polonia Karolina Naja Anna Puławska                                            | 1:45.420  | Bielorussia Volha Khudzenka Maryna Litvinchuk                      | 1:45.450  |
| K2 1000 m | Ungheria Tamara Csipes Erika Medveczky                    | 3:40.532  | Spagna Laia Pelachs Begoña Lazkano                                             | 3:45.961  | Polonia Martyna Klatt Sandra Ostrowska                             | 3:49.285  |
| K4 500 m  | Ungheria Anna Kárász Dóra Lucz Tamara Csipes Dóra Bodonyi | 1:34.114  | Bielorussia Marharyta Makhneva Nadzeya Papok Maryna Litvinchuk Volha Khudzenka | 1:34.262  | Danimarca Emma Jørgensen Sara Milthers Julie Funch Bolette Iversen | 1:35.500  |